# William T. Barry
William T. Barry (Lunenburg, 1784. február 5. – Liverpool, 1835. augusztus 30.) az Amerikai Egyesült Államok szenátora (Kentucky, 1814–1816).